# ジョルジュ・ド・フール
ジョルジュ・ド・フール（Georges de Feure、本名: Georges Joseph van Sluijters、1868年9月6日 - 1943年11月26日）はフランスの画家、イラストレーター、工業デザイナー、舞台デザイナーである。アールヌーボーの時代のポスター画家の一人である。

## 略歴
パリで生まれた。父親はオランダ人の建築家で、母親はベルギー出身の女性であった。1886年にアムステルダムの王立美術アカデミーに入学した11人の学生の一人となったが、保守的なアカデミーの教育に価値を認めず、中退してパリに移った。その後も公的な教育を受けることはなかった。雑誌の挿絵画家として働き始め、「Courrier Français」、「 Le Théatre」、「 Le Figaro Illustré」、「Les Modes」といった雑誌に挿絵を描いた。 
家具、ガラス食器、ランプなどのデザインもした。1893年と1894年に絵画を象徴主義の展覧会、「薔薇十字サロン」（Salon de la Rose + Croix）に出展した。1896年にはミュンヘン分離派の展覧会に出展した。スタイリシュな女性を描くのが得意だった。
サロン・デ・サン(Salon des Cent)やダンサーのロイ・フラーの舞台のポスターなどのポスターを制作し、美術商のサミュエル・ビングが開いたアールヌーボーの展覧会の最も重要な出展者となった。1900年のパリ万国博覧会にも作品を出展した。1910年にはアルマン・ドゥペルデュサンが起業した飛行機メーカーと飛行機のデザインもし、特許も申請した。1913年にはクロード・ドビュッシーとモーリス・ラヴェルの曲で2本のバレーの台本原稿を執筆した。第一次世界大戦中はイギリスに移り、イギリスでは軽演劇の舞台や衣装をデザインした。その後、金属製品のデザインなどをした。

## 作品

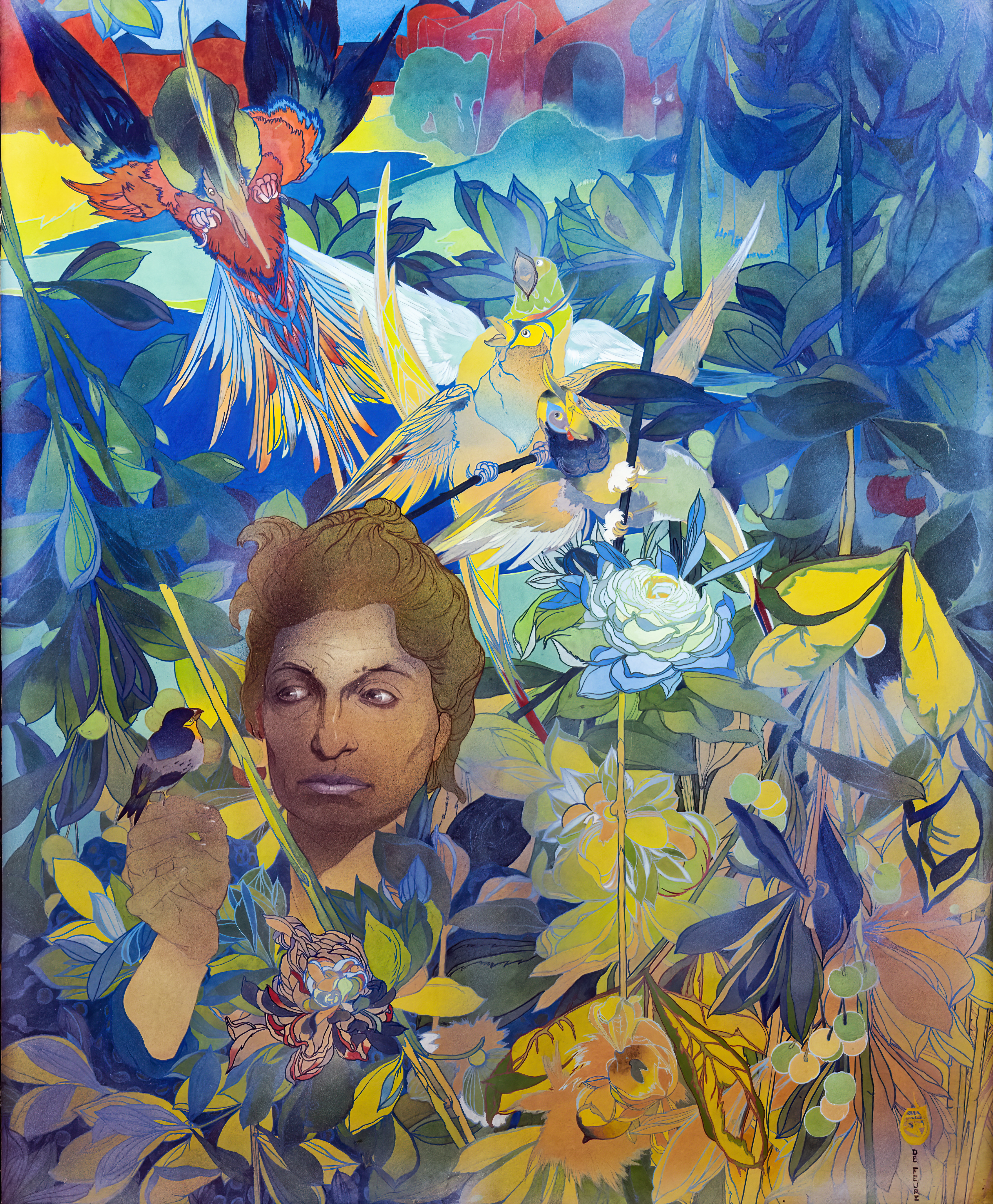
フラワーウーマン 1893
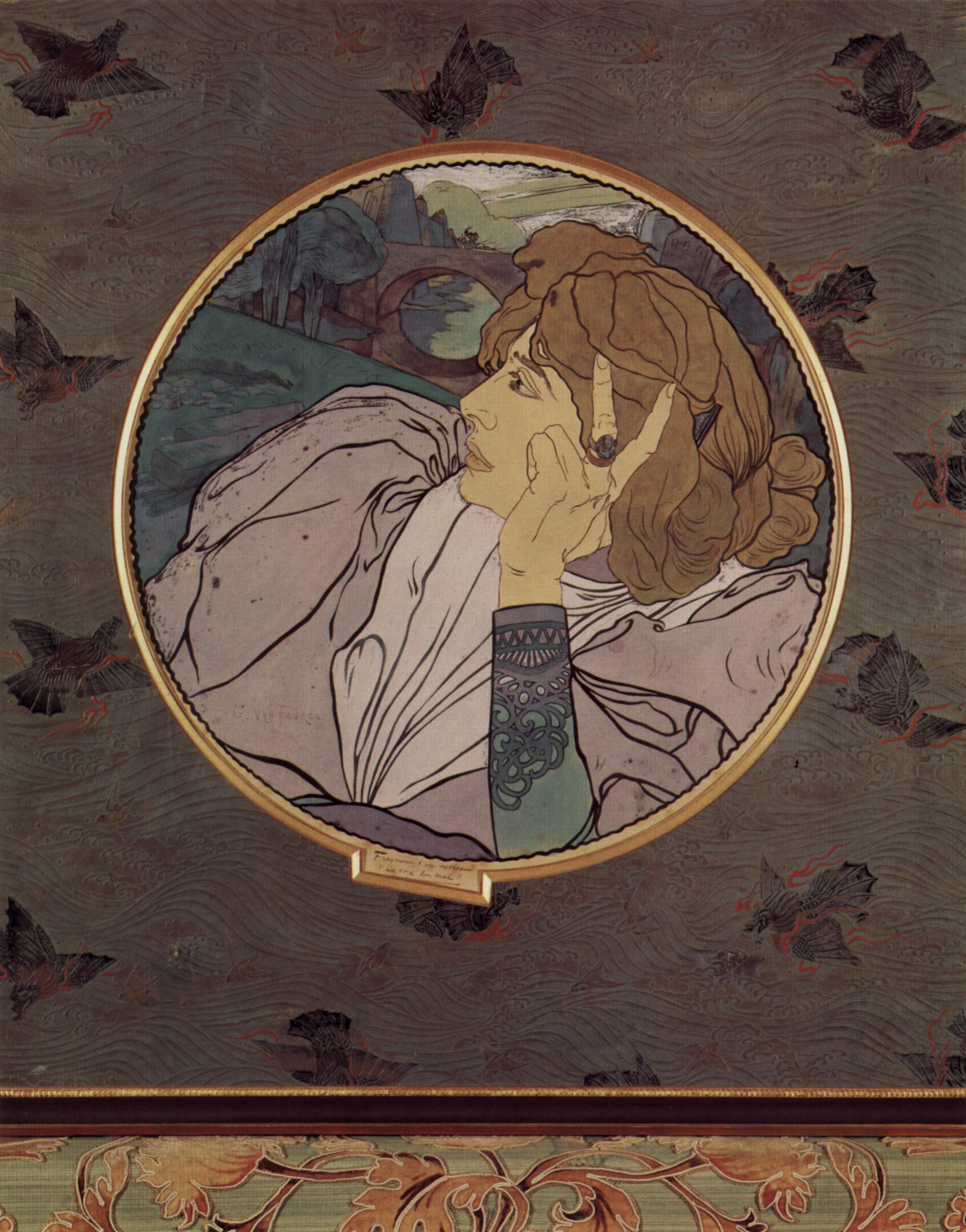
(1895)
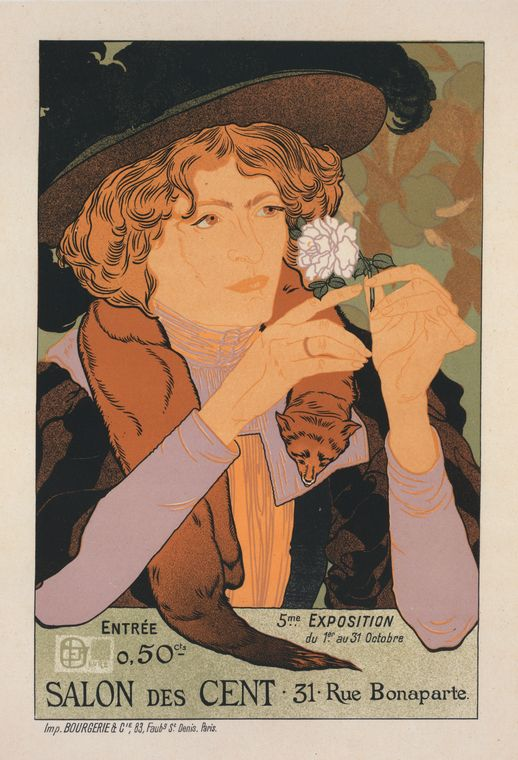
サロン・デ・サンのポスター
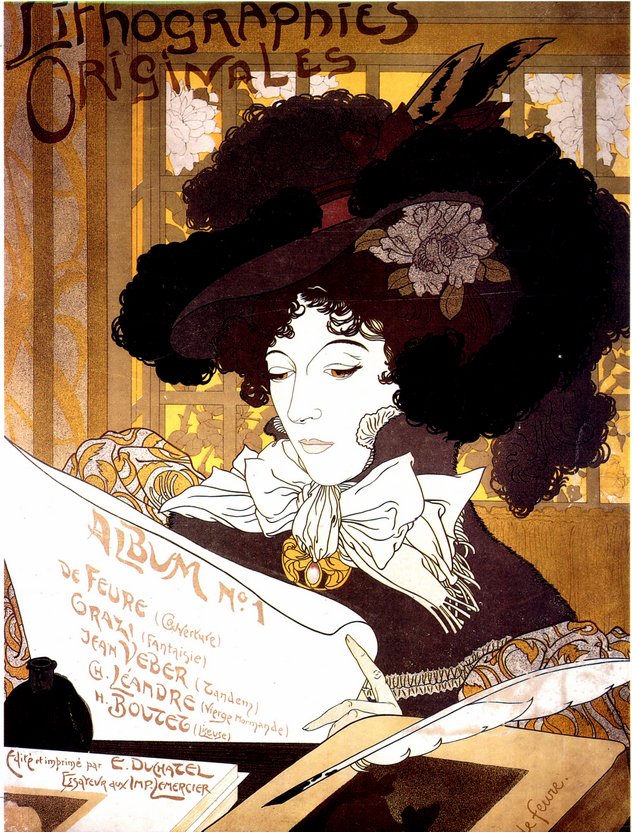
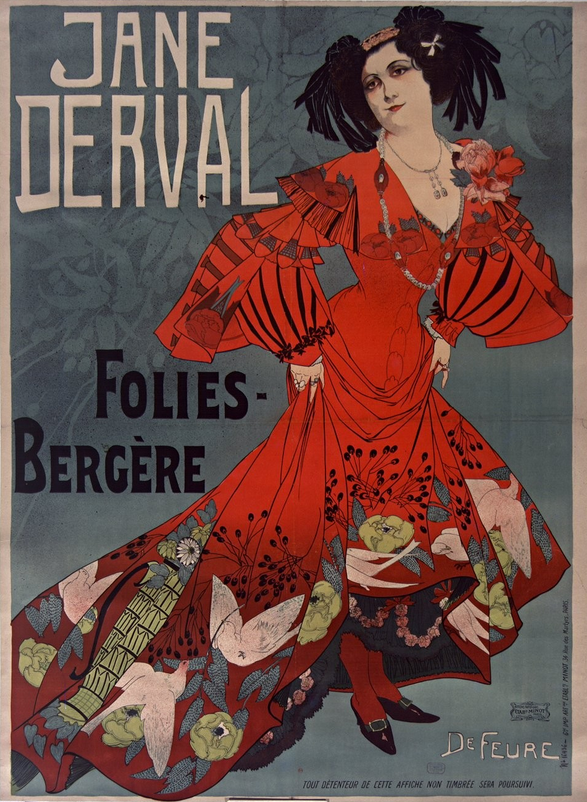
(1904)
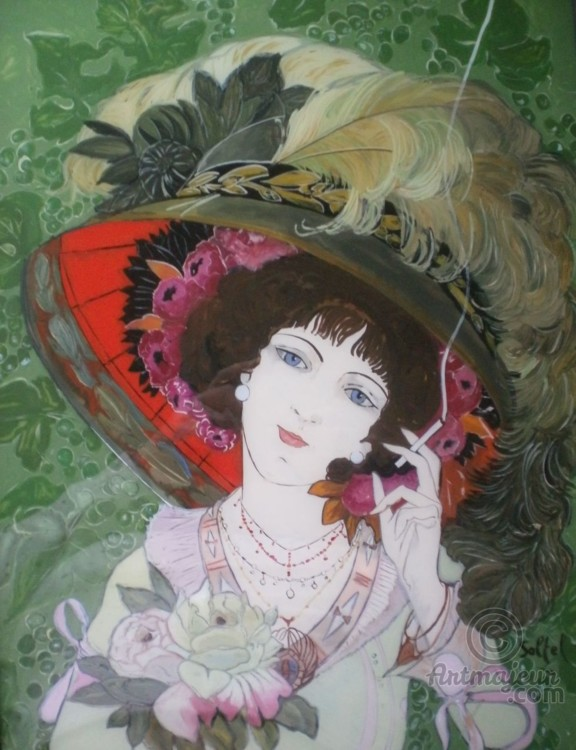
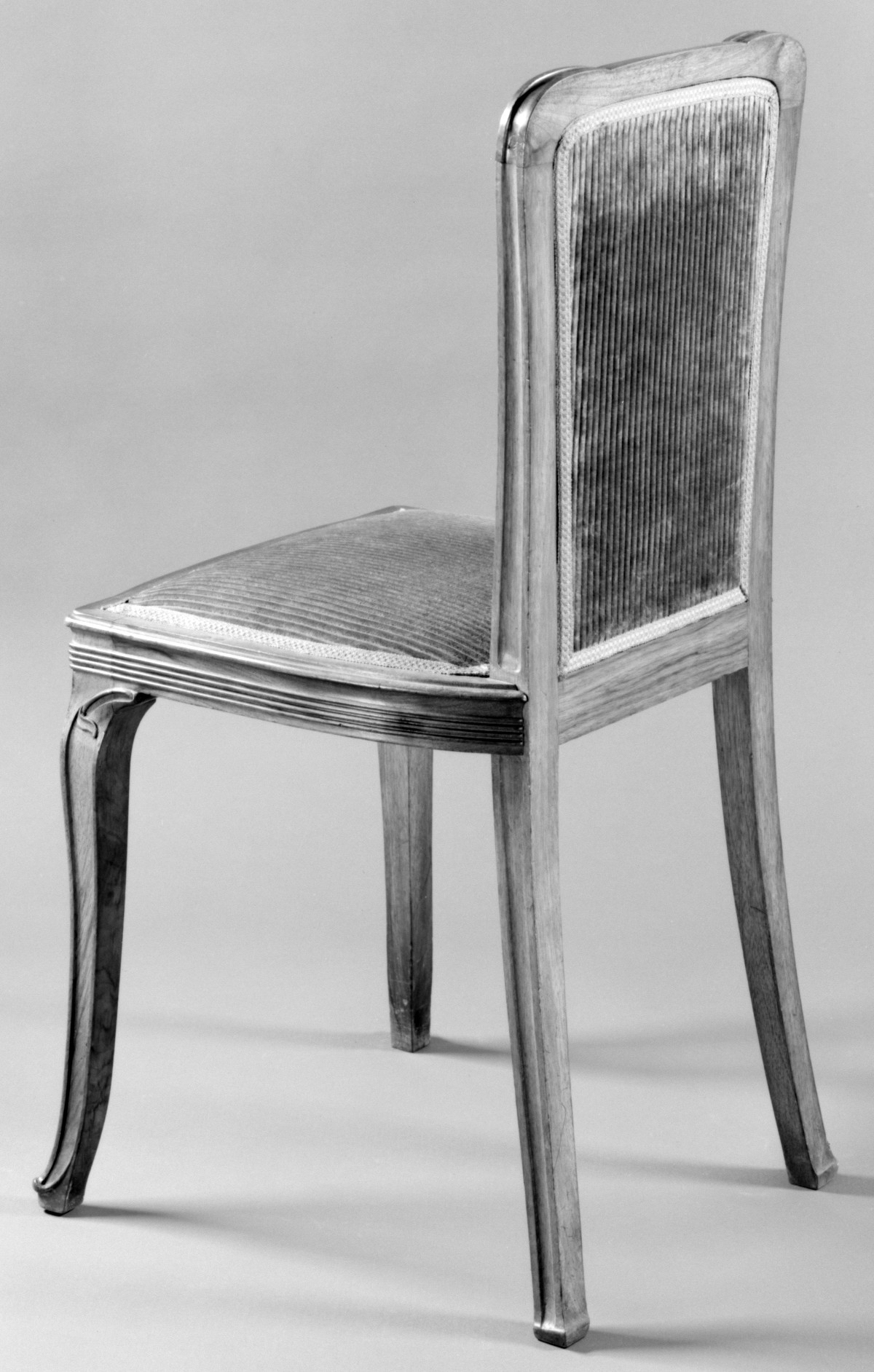
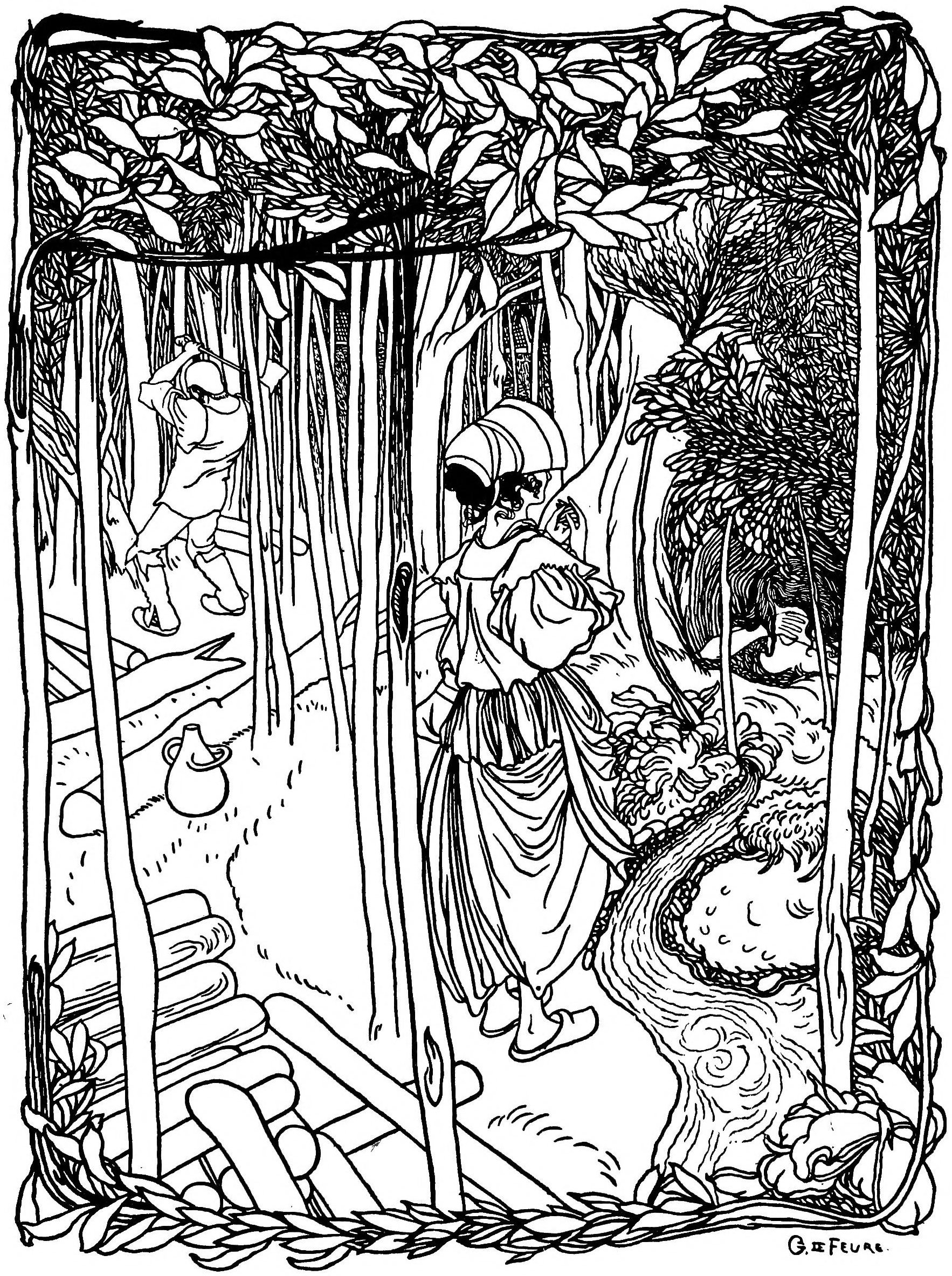